# تیادیایی
تیادیایی (به لاتین: Thiadiaye) یک منطقهٔ مسکونی در سنگال است که در مبور واقع شده‌است. تیادیایی ۱۲٬۱۶۸ نفر جمعیت دارد.